# سیروس کهوری‌نژاد
سیروس کهوری‌نژاد (متولد ۲ مرداد ۱۳۴۲ در بندرعباس) بازیگر سینما و تلویزیون است.او زمانی در شهرستان رامشیر زندگی میکرد

## زندگی
کهوری‌نژاد داری مدرک تحصیلی کارشناسی ارشد کارگردانی از دانشگاه تربیت مدرس تهران است. همچنین در برخی از دانشگاه‌ها و دانشکده‌های هنر کشور تدریس می‌کند. 
از سال ۱۳۵۹ با نمایش متوری به کارگردانی شهره لرستانی در دانشکدهٔ هنرهای زیبای تهران کار بازیگری را آغاز نمود. نگارش و کارگردانی کردن فیلم کوتاه داستانی دنیای من و بازیگری در سینمیایی آن سوی غروب از کار های آغازین او بود.
او در نمایش‌های بابور، شهرزاد، جهاز جادو، عروسی چاه، تاجر ونیزی، الکترا، با دریا، رعنا، باران، رویاهای خلیج فارس، اذان صبح و وهم سرخ، دزداب و چند تئاتر دیگر بازیگری کرده‌است.  همچنین نمایش نامه‌های باد بادک‌ها، داغ پوست، بازنویسی ماه و پلنگ، فیلمنامه سینمایی رها و انیمیشن زرد و سرخ را نوشته است. وی نمایش‌های بوی خون، زمان سکوت برای زندگان، شرف نامه یحیی تیره بخت، سفر دور و دراز سلطان، دلوا (دل کوچک)، دیو بندان، مرغ‌هایی که از تخم مرغ پخته به‌دست می‌آیند، روزگار نازنین، طلعت مهربان، شاباش خان و باد اسب و چند نمایش دیگر را کارگردانی کرده‌است.

## فیلم‌شناسی

### سینمایی
- پری دریایی (۱۳۹۴)
- فیلسوف‌های احمق (۱۳۹۴)
- مروارید (۱۳۹۱)
- اخراجی‌ها ۳ (۱۳۸۹)
- اخراجی‌ها ۲(۱۳۸۷)
- تهران ۱۵۰۰ (۱۳۸۷)
- اخراجی‌ها (۱۳۸۵)
- دختری به نام تندر (۱۳۷۹)
- روزی که زن شدم (۱۳۷۹)
- زخمی (۱۳۷۶)
- شیخ مفید (فیلم) (۱۳۷۴)
- روز واقعه (۱۳۷۳)
- بیا با من (۱۳۷۱)

### تلویزیونی
- فروغ بی‌پایان (اسماعیل پور رضا) (۱۳۷۰)
- ردپای دوست (عباس رنجبر) (۱۳۷۳)
- شیخ مفید (فریبرز صالح) (۱۳۷۴)
- ماه مهربان (بهروز بقایی) (۱۳۷۴)
- دومین انفجار (نادر مقدس) (۱۳۷۵)
- شیرینی زندگی (ترانه عطا) (۱۳۷۸)
- ولایت عشق (مهدی فخیم زاده) (۱۳۷۹)
- خانه آرزوها (حسین سهیلی زاده) (۱۳۸۰)
- تازه چه خبر همسایه (بهروز بقایی) (۱۳۸۰)
- گروه هفت (فریال بهزاد) (۱۳۸۰)
- عروج (سیروس مقدم) (۱۳۸۱)
- مسافر سحر (فرزین مهدی پور) (۱۳۸۴)
- وفا (محمدحسین لطیفی) (۱۳۸۵)
- خط باریک (شفیع آقامحمدیان) (۱۳۸۶)
- یوسف پیامبر (۱۳۸۶(فرج الله سلحشور)[۲]
- مختارنامه (داوود میرباقری) (۱۳۸۹)[۳]
- رخصت (قدرت‌الله صلح میرزایی) (۱۳۹۳)
- آسمان من (محمدرضا آهنج) (۱۳۹۴)
- سه‌شنبه شب (صادق پروین آشتیانی) (۱۳۹۶)
- ستایش (سعید سلطانی) (۱۳۹۸)